# Walter Rambaldi
Walter Rambaldi (Baricella, 2 dicembre 1912 – ...) è stato un calciatore italiano, di ruolo attaccante.

## Caratteristiche tecniche
Era un centravanti.

## Carriera
Nella stagione 1938-1939 gioca nel Molinella, con cui vince il campionato di Serie C, conquistando quindi la prima promozione in Serie B nella storia dei bolognesi. A fine anno viene ceduto ai toscani del Prato: con i lanieri nella stagione 1939-1940 mette a segno 9 reti in 18 presenze nel campionato di Serie C. Scende poi in Prima Divisione con il Dopolavoro Aziendale S.A.S.I.B, nel campionato 1940-1941.
Nel 1941 si accasa al Panigale: con i bianconeri nella stagione 1941-1942 segna 29 reti in 30 presenze in Serie C, mentre nella stagione 1942-1943 va a segno 20 volte in 16 presenze nella medesima categoria. Resta con la squadra emiliana anche nella stagione 1943-1944, nella quale gioca tutte e 5 le partite del campionato di Divisione Nazionale disputate dalla sua squadra, segnando anche 3 reti. Dopo la fine della Seconda guerra mondiale riprende a giocare nel Panigale, con la cui maglia nella stagione 1945-1946 gioca da titolare (per complessive 18 presenze) nel campionato di Serie B-C Alta Italia, concluso con la retrocessione in Serie C.
Nell'estate del 1947 si trasferisce al Forlì: con i biancorossi romagnoli nel corso della stagione 1946-1947 prende parte al campionato di Serie B, nel quale realizza 8 reti in 27 presenze; a fine anno, dopo la retrocessione in Serie C del Forlì, si trasferisce ai bolognesi dell'Altedo, neopromossi per la prima volta nella loro storia in terza serie, con i quali disputa l'intera stagione 1947-1948, conclusa con un sesto posto in classifica nel girone L di Serie C, insufficiente per conquistare la salvezza a causa di una riforma dei campionati.

## Palmarès

### Club

#### Competizioni nazionali
- Serie C: 1

Molinella: 1938-1939